# Elspeth Garman
Elspeth Garman (Rothbury, Reino Unido) es una investigadora británica, especializada en el campo de cristalografía de macromoléculas biológicas. Es Profesora de la Universidad de Oxford desde 2008, y fue presidente de la Sociedad Británica de Cristalografía entre 2009 y 2012. Se ha destacado por el desarrollo de técnicas criogenia criogénicas para experimentos de cristalografía y el estudio de los efectos de irradiación de rayos X en cristales de proteínas, así como por su labor de enseñanza. Ha recibido el Premio Mildred Dresselhaus de la Universidad de Hamburgo y el Premio Fankuchen de la Asociación Americana de Cristalografía.

## Biografía
Elspeth Garman nació en Rothbury, una población del condado inglés de Northumberland. Asistió a la escuela primaria Su padre en Billingham, a donde se había trasladado la familia al serle encargada a su padre la parroquia en esta localidad. Más tarde acudió a un internado en Whitby, Yorkshire. Allí empezó a interesarse por la física, alentada por una monja que fue su profesora. Se presentó al examen de ingreso de la Universidad de Cambridge para estudiar ciencias naturales, pero no lo superó. En 1973, decidió realizar un viaje a Suazilandia durante unos meses para enseñar tecnología en una escuela secundaria. Tras su regreso al Reino Unido, ingresó en la Universidad de Durham y se graduó en física experimental. Realizó un doctorado en física nuclear en la Universidad de Oxford. Durante este tiempo conoció a John Barnett, un investigador en el campo de la física atmosférica., con el que se casó en 1979.
Obtuvo el título de doctor en 1980 y trabajó como tutora e investigadora en Oxford durante siete años, En 1987, Louise Johnson la invitó a visitar el Laboratorio de Biofísica Molecular, que necesitaba personal para el mantenimiento de un nuevo generador de rayos X y un detector. Garman, por entonces con una hija de tres años y preocupada por la falta de prospectos en física nuclear, aceptó la posición, a pesar de no tener conocimientos de biología.
Durante los siguientes años trabajó a dos tercios de jornada con contratos temporales, gestionando las instalaciones para cristalografía de rayos X del laboratorio. En 1991 tuvo a su segunda hija, y en 1995 adoptó a una niña swazi huérfana, cuya madre había sido alumna de Garman durante su estancia en África, En 1999 inició su propio grupo de investigación. Con el apoyo de Louise Johnson, solicitó y consiguió un contrato permanente en la Universidad de Oxford y en 2008 obtuvo el título de Profesora. Desde 2009 es directora del Centro de Formación para doctorandos de Biología de Sistemas en Oxford. En 2010 quedó viuda.

## Actividades científicas
Tras realizar la tesis de doctorado sobre la estructura nuclear experimental y seis años de investigación en la misma rama, Elspeth Garman tomó la decisión de recomenzar su carrera científica en cristalografía de proteínas, tras una conversación con Louise Johnson, profesora de biofísica en Oxford y cristalógrafa destacada, que se convirtió en su mentora. Garman utilizó su experiencia en física experimental e instrumentación para desarrollar nuevas técnicas y métodos para mejorar los experimentos de difracción de rayos X.
Se convirtió en una experta en el área de criocristalografía y el estudio de protocolos para congelar cristales de proteínas con el fin de preservarlos durante más tiempo en haces intensos de rayos X. Más tarde inició estudios sistemáticos de los procesos de destrucción de cristales de macromoléculas biológicas durante la exposición a radiación ionizante, el factor principal que limita los experimentos de cristalografía de rayos X; Sus contribuciones en esta área incluyen la determinación de la dosis máxima que puede recibir un cristal de proteína en condiciones criogénicas antes de afectar la estructura de la molécula, conocido como el «límite de Garman», y el uso de la espectroscopia ultravioleta para detectar radicales libres formados durante daño por radiación. También desarrolló la técnica de emisión de rayos X inducida por protones para analizar la presencia de metales en proteínas.
En paralelo a sus actividades de investigación, Elspeth Garman desempeña una reconocida labor de enseñanza. Además de sus tareas lectivas en Oxford, donde enseña matemáticas para biofísica y bioquímica, ha participado en numerosas conferencias y ha sido instructora en talleres y cursos de cristalografía internacionales.

## Reconocimientos y honores
Elspeth Garman ha obtenido varios premios por sus actividades docentes. En 2014, Elspeth Garman recibió el premio Rose de la Universidad de Kingston, concedido a mujeres destacadas en ciencia y tecnología y el Premio Humanitario de la asociación Women's International Film and Television Showcase por sus contribuciones a la cristalografía. En 2015 obtuvo el Premio Mildred Dresselhaus, en reconocimiento a sus investigaciones en la biología estructural en particular los efectos de rayos X en cristales de proteínas y por su labor educativa. Es la recipiente de Premio Fankuchen de 2016, otorgado por la Asociación de Cristalografía Americana por sus contribuciones a la enseñanza de la cristalografía y al desarrollo de técnicas criogénicas para experimentos de difracción.